# Pietro Colella
Pietro Colella (Nocera Inferiore, 13 febbraio 1916 – 24 novembre 1998) è stato un politico italiano.

## Biografia
Funzionario di banca ed esponente della Democrazia Cristiana. Viene eletto senatore nel 1968, rimanendo a Palazzo Madama per cinque legislature consecutive, fino al 1987.
Muore all'età di 82 anni, nel novembre 1998.